# DWK 220 C
Die Type DWK 220 C waren dreiachsige Diesellokomotiven mit Stangenantrieb, die für den mittleren Rangierdienst konzipiert wurden.
Sie wurden von 1938 bis 1941 von den Deutschen Werken in Kiel (DWK) in sechs Exemplaren gebaut und bei verschiedenen Privatbahnen und militärischen Einrichtungen in Deutschland eingesetzt.
Die Lokomotiven waren die kleinere Variante der DWK 360 C und bis Ende der 1970er Jahre im Einsatz. Es ist kein Exemplar erhalten geblieben.

## Entwicklung
Gleichzeitig mit der DWK D350 entwickelten die DWK eine schwächere Maschine, die nach dem Typenprogramm der Firma die Leistung in PS und die Achsfolge zum Ausdruck brachte. Diese Lokomotive hatte die Blindwelle innerhalb der Achsengruppe und besaß einen Endführerstand.
Der Prototyp wurde auf der Kieler Hafenbahn getestet und 1939 der Kriegsmarine überstellt, 1940 und 1941 wurden fünf weitere Serienmaschinen gefertigt, von denen vier die Kriegsmarine und eine die Erdölraffinerie in Ingolstadt der Shell AG erhielt.

## Technik
Die DWK 220 C ist eine Rangierlokomotive mit Vorbau und dahinterliegendem Führerstand. Sie weist Ähnlichkeiten zur DWK 360 C des gleichen Herstellers mit geringeren Abmaßen auf. Die Lokomotiven wurden nur für die Spurweite 1.435 mm gefertigt.
Angetrieben wurde die Lokomotive von einem Sechszylinder-Viertakt-Dieselmotor, der bei 1000/min eine Leistung von 220 PS (160 kW) abgab. Die Kraftübertragung sowie die Steuerung von Schalt- und Wendegetriebe erfolgte mechanisch. Die Blindwelle lag bei der Lokomotive etwas vor dem Führerstand zwischen der 2. und 3. Antriebsachse, die wiederum die Kraft über Treib- und Kuppelstangen auf die Antriebsräder übertrug.

## Einsatz

### Kriegsmarine
Die Lokomotiven der Kriegsmarine erhielten direkt nach dem Zweiten Weltkrieg die Bezeichnung V 22 015–019 der Deutschen Reichsbahn. 1949 schieden sie aus dem DR-Bestand aus und wurden an verschiedene private Betreiber veräußert. Die Lokomotiven wurden bis zum Ende der 1970er Jahre ausgemustert.

### Shell AG / BE 10
Die Lokomotive mit der DWK-Betriebsnummer 683 wurde 1941 an die Shell AG verkauft und blieb dort bis 1970. Im August 1970 kam sie als D 10 in den Bestand der Bentheimer Eisenbahn und sollte hier Rangieraufgaben besonders im Raum Nordhorn übernehmen. Die Lokomotive konnte bei der BE nicht überzeugen, da besonders das mechanische Getriebe sehr störanfällig war und mehrere Werkstattaufenthalte verursachte. Spätestens im November 1971 war die Lokomotive abgestellt. Sie wurde 1972 an die Papierfabrik Peter Temming in Glückstadt verkauft. Hier blieb die Lokomotive bis 1980, wurde dann an einen Schrotthändler verkauft und 1982 verschrottet.